# Van's Aircraft RV-7
Le Van’s Aircraft RV-7 est un avion biplace de sport et de voltige destiné à la construction amateur à partir de kits (Lots matières dans la terminologie DGAC) commercialisés par la société Van's Aircraft.

## Origine
Constatant que la majorité de ses clients préféraient une disposition côte à côte, Dick VanGrunsven se concentra sur l’amélioration du très populaire RV-6/6A. Le fuselage fut donc redessiné pour offrir plus de confort aux passagers dépassant 1,80 m, la surface verticale d’empennage agrandie et la capacité de carburant portée de 143 à 162 litres pour pouvoir effectuer avec cet avion de véritables voyages, ce qui justifia de porter la capacité de la soute à bagages à 45 kg. Tout en conservant le plus grand nombre possible d'éléments du RV-6 pour réduire les coûts de développement, le kit fut modifié pour faciliter le montage ou permettre de proposer une version préassemblée rduisant le temps de montage. La structure fut également renforcée pour pouvoir accepter tout moteur de 150 à 200 ch, même si Van’s Aircraft recommande les groupes Lycoming, entrainant soit une hélice à pas fixe soit une hélice à pas variable. Conservant les qualités acrobatiques du RV-6/6A, cet avion peut être utilisé pour l’entrainement à la voltige. Le RV-7 peut recevoir soit un canopy basculant vers l’avant soit un pare-brise fixe et une partie coulissante.

## Versions

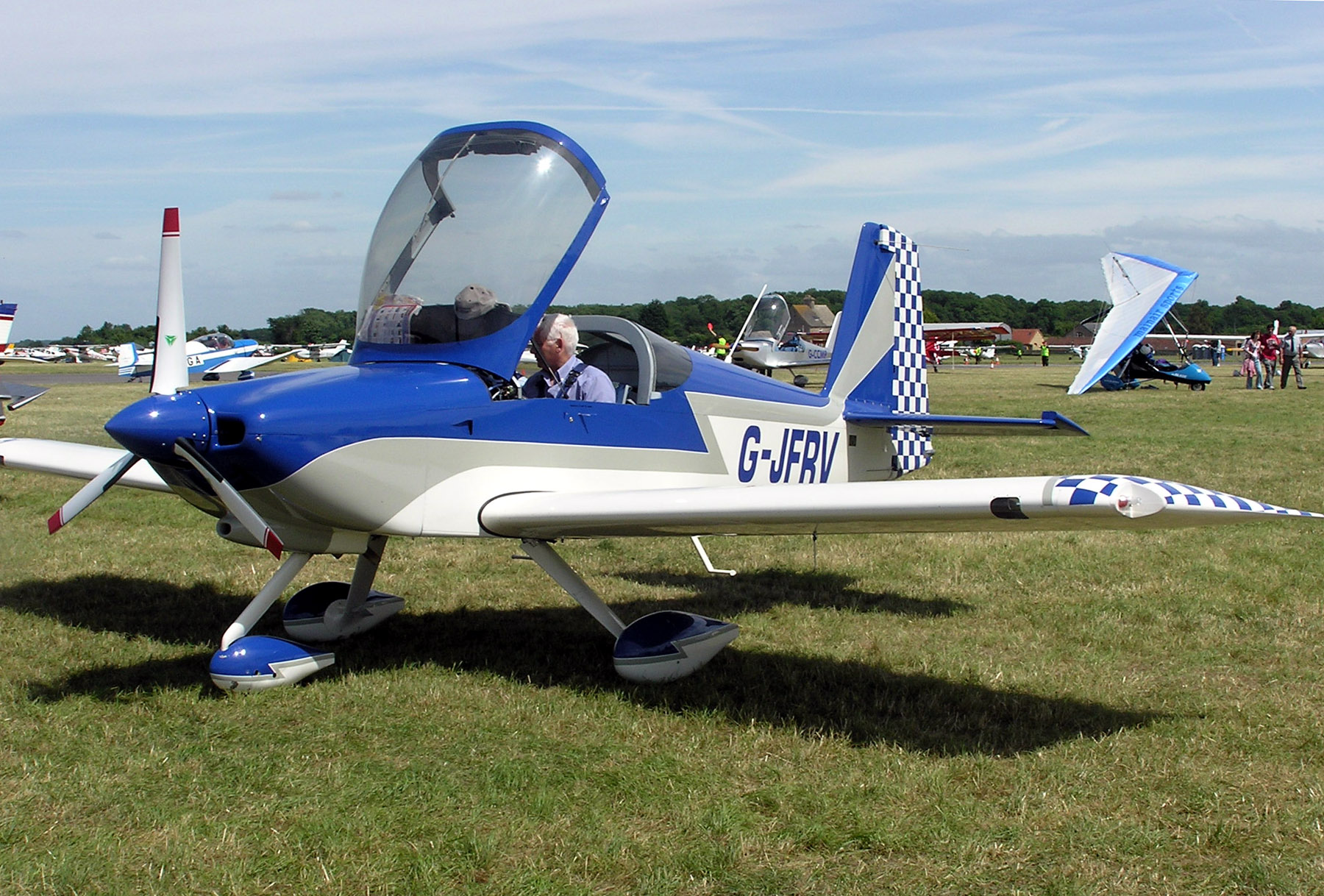
Le RV-7A, version à train tricycle.

### Van's Aircraft RV-7
Train classique.

### Van's Aircraft RV-7A
Train tricycle, ce dernier entrainant un accroissement de la masse à vide de 9 kg.

## Cout et production
Depuis 2001 Van’s Aircraft ne fournit plus de kits complets de RV-6/6A, le biplace standard de la firme étant le RV-7/7A. Le kit de base était vendu entre 19 680 U$ (RV-7) et 20 540 U$ (RV-7A) en juin 2009, un appareil préassemblé (« Quick-build ») valant entre 29 660 et 30 520 U$. Soit entre 41 000 et 97 000 U$ pour un avion complet, construit en 1 500 heures pour un constructeur moyennement expérimenté.
Plus de 1 800 exemplaires avaient pris l’air dans le monde au 13 mars 2020 et 1 973 au 20 mars 2025 , dont, en mars 2020, 19 en France (5 autres étaient en construction).

## Motorisations
Motorisations utilisables avec les supports et capots moteur disponibles dans le kit :

- Lycoming O-320 160HP
- Lycoming IO/O-360 180HP
- Lycoming IO-360 200HP
- Lycoming IO-390A 215HP

## Sources
1. 1 2 3 4  (en-US) « RV-7 / 7A », sur Van's Aircraft Total Performance RV Kit Planes (consulté le 13 mars 2020)
2. ↑  (en-US) « First Flights Archive », sur Van's Aircraft Total Performance RV Kit Planes (consulté le 13 mars 2020)